# Vittorio Viviani
Vittorio Viviani (Napoli, 22 maggio 1954) è un attore italiano.

## Biografia
Nato a Napoli nel 1954, scopre la sua passione per la recitazione sin da piccolo. Debutta nel 1972 fra teatro di prosa, teatro musicale, e teatro d'avanguardia. Nel 1979 inizia la collaborazione con Luigi Squarzina al Teatro Stabile di Roma. Nel 1991 esordisce al cinema, prendendo parte al noto film di Massimo Troisi, Pensavo fosse amore... invece era un calesse. Continua a lavorare in teatro con i più grandi registi e attori italiani. Nel 2003 partecipa alla serie TV Elisa di Rivombrosa, col quale aumenta la sua popolarità. Altre serie famose a cui prende parte sono: L'onore e il rispetto e Assunta Spina.
È attivo anche nel cinema dove recita nei film Nella terra di nessuno del 2001 e Come le formiche del 2007. Lavora con Ettore Scola (Che strano chiamarsi Federico); con Monicelli e con grandi attori e registi americani. In pubblicità interpreta il famoso Dracula del Crodino.
Ha recitato nella parte del Mavchese Adalbevto "Grazie a mammà son bello" nello spot Lavazza, con Paolo Bonolis e Luca Laurenti. Nel 2016 ha interpretato il protagonista di Cronaca di una passione di Fabrizio Cattani.

## Filmografia

### Cinema
- Pensavo fosse amore... invece era un calesse, regia di Massimo Troisi (1991)
- Niente stasera, regia di Ennio De Dominicis (1993)
- Mille bolle blu, regia di Leone Pompucci (1993)
- Classe mista 3ª A, regia di Federico Moccia (1996)
- Auguri professore, regia di Riccardo Milani (1997)
- Panni sporchi, regia di Mario Monicelli (1999)
- Amor nello specchio, regia di Salvatore Maira (1999)
- Fondali notturni, regia di Nino Russo (2000)
- Riconciliati, regia di Rosalía Polizzi (2001)
- Nella terra di nessuno, regia di Gianfranco Giagni (2001)
- Come le formiche, regia di Ilaria Borrelli (2007)
- Che strano chiamarsi Federico, regia di Ettore Scola (2013)
- Cronaca di una passione, regia di Fabrizio Cattani (2016)
- Il giorno più bello, regia di Vito Palmieri (2016)
- Il colpo del cane, regia di Fulvio Risuleo (2019)
- Esterno notte, regia di Marco Bellocchio (2022)
- Non sono quello che sono, regia di Edoardo Leo (2024)

### Televisione
- Casa Capozzi, regia di Alberto Massolo, sit-com (1988)
- Anni '50, regia di Carlo Vanzina (1998)
- Giornalisti, regia di Donatella Maiorca e Giulio Manfredonia (2000)
- Inviati speciali, regia di Francesco Laudadio (2001)
- Elisa di Rivombrosa, regia di Cinzia TH Torrini (2003)
- La omicidi, regia di Riccardo Milani (2004)
- L'onore e il rispetto, regia di Salvatore Samperi (2006)
- Assunta Spina, regia di Riccardo Milani (2006)
- Il padre delle spose, regia di Lodovico Gasparini (2006)
- Distretto di Polizia, regia di Alberto Ferrari, episodi 9x23-11x11 (2009-2011)
- Un medico in famiglia 7, regia di Elisabetta Marchetti (2011)
- Braccialetti rossi - regia di Giacomo Campiotti (2014-2018)
- Il candidato - Zucca presidente, regia di Ludovico Bessegato (2015)
- Questo è il mio paese, regia di Michele Soavi (2015)
- L'amica geniale, regia di Saverio Costanzo (2018)
- Filumena Marturano, regia di Francesco Amato - film TV (2022)
- I bastardi di Pizzofalcone, regia di Monica Vullo - serie TV, episodio 4x02 (2023)
- Un posto al sole (2023)
- Doc - Nelle tue mani – serie TV, episodio 3x10 (2024)
- Ripley – miniserie TV, 8 episodi (2024)
- Tutto chiede salvezza 2 – serie TV (2024)